# Rivere
Rivere è la più grande frazione del comune di Cartosio, in provincia di Alessandria.

## Geografia fisica
La frazione è situata nella Valle dell'Erro, ad una altezza di 189 m s.l.m. e ad una distanza di 2580 m da Cartosio.

## Storia
Non ci sono notizie circa le origini della frazione; il Roffredo nel descrivere, nelle sue Memorie, il percorso dell'acquedotto romano di Acqui, che partendo da Cartosio segue la Valle dell'Erro, cita le località vicine a Rivere (Argere, Nosei e Biancazzo). Nel 2007 sono state condotte ricerche archeologiche nei campi che dalla frazione degradano verso il torrente Erro che hanno rilevato, ad una profondità tra 1 e 2 metri, il cunicolo dell'acquedotto. Il nome dell’abitato potrebbe derivare dal latino tardo ripariae, che indicava un luogo nei pressi di un fiume. Pertanto Rivere significherebbe: “Villa/proprietà/terre presso il fiume”.

## Società
Nel 1773 la popolazione di Cartosio era di 821 abitanti. A Rivere erano residenti 20 nuclei familiari per un totale di 96 persone. Di questi 20 nuclei 9 erano le famiglie Moreno (ora Morena), 5 Gaino, 2 famiglie Gabetto e una famiglia Bistolfo, Perretta, Ventura e Laiolo.
Nel 2001 i residenti erano 30, 13 maschi e 17 femmine.

### Religione
La Cappella di San Giovanni Battista, costruita attorno al 1925, è l'unico edificio religioso presente nella frazione. In origine era un magazzino, ma venne donato alla parrocchia da un privato dopo la prima guerra mondiale, allo scopo di costruire una cappella per tener fede ad un voto fatto durante la guerra. Importanti lavori di restauro sono stati fatti nel 1979.
Il 29 agosto, giorno in cui ricorre la decollazione del Santo, la cappella viene addobbata di fiori e viene celebrata la messa.